# Издательство Гарвардского университета
Изда́тельство Га́рвардского университе́та (англ. Harvard University Press, аббр. HUP) — научное книжное издательство Гарвардского университета (США).

## История и деятельность
Основано 13 января 1913 года в Кэмбридже (штат Массачусетс). Входит в Ассоциацию американских университетских издательств, директор — Уильям Сислер (англ. William P. Sisler, с 1990 года, бывший вице-президент и редактор Oxford University Press).
Издательство известно в первую очередь по «Loeb Classical Library» — книжной серии, в которой представлены наиболее известные труды и произведения древней греческой и латинской литературы.
Среди выпущенных издательством книг, отмеченных престижными премиями (Пулитцеровской, премией Банкрофта, Национальной книжной премией):
- 1955 год — «The Poems of Emily Dickinson» (под редакцией Томаса Джонсона)
- 1971 год — «Теория справедливости» (Джон Ролз)
- 1978 год — «On Human Nature» (Эдвард Уилсон)[2]
- 1984 год — «Prophets of Regulation» (Томас Маккроу[англ.])[3]
- 1986 год — «Шимпанзе в природе: поведение» (Джейн Гудолл)
- 1990 год — «The Ants» (Берт Холлдоблер, Эдвард Уилсон)[4]
- 1993 год — «We Have Never Been Modern» (Брюно Латур)
- 1999 год — «The Arcades Project» (Вальтер Беньямин)
- 2002 год — «The Structure of Evolutionary Theory» (Стивен Джей Гулд)
- 2007 год — «The Roman Triumph» (Мэри Берд)
- 2007 год — «A Secular Age» (Чарлз Тейлор)
- 2008 год — «Killing for Coal» (Томас Эндрюс[англ.])
- 2009 год — «The Idea of Justice» (Амартия Сен)
- 2009 год — «Mothers and Others» (Сара Блаффер Хрди)
- 2010 год — «Dickinson» (Хелен Вендлер)
- 2011 год — «Age of Fracture» (Дэниел Роджерс[англ.])